# Sainte-Colombe-des-Bois
Sainte-Colombe-des-Bois är en kommun i departementet Nièvre i regionen Bourgogne-Franche-Comté i de centrala delarna av Frankrike. Kommunen ligger i kantonen Donzy som tillhör arrondissementet Cosne-Cours-sur-Loire. År 2022 hade Sainte-Colombe-des-Bois 139 invånare.

## Befolkningsutveckling
Antalet invånare i kommunen Sainte-Colombe-des-Bois
| Referens: INSEE |